# Čorna Tysa (sídlo)
Čorna Tysa (ukrajinsky Чорна Тиса, maďarsky Feketetisza, česky Černá Tisa) je obec v Jasiňské územní komunitě (hromadě), v Rachovském okresu Zakarpatské oblasti Ukrajiny. V roce 2025 zde žilo 2746 obyvatel.

## Místní části
- Behenskyj, ukrajinsky Бегенський
- Poderej, ukrajinsky Подерей

## Historie
První písemná zmínka o této obci pochází z roku 1657. Do uzavření Trianonské smlouvy byla Čorna Tysa součástí Uherska, poté součástí Československa. Do roku 1946 byla Čorna Tysa osadou Jasině. Od roku 1945 byla součástí Ukrajinské sovětské socialistické republiky, která byla součástí SSSR. Od roku 1991 je součástí nezávislé Ukrajiny.

## Osobnosti
- Vasil Derďuk (1922 – 2018) – československý voják, veterán druhé světové války